# Live (album, Törr)
Live je koncertní album kapely Törr. Bylo nahráno 16. října 1996 a jako bonus první singl 1989.

## Seznam skladeb
1. Panoptikum duší
2. Samota v smrti
3. Vemeno z hada
4. Lupič Willy
5. Chcípni o kus dál
6. Kult ohně
7. Morituri te salutant
8. Armageddon
9. Kladivo na čarodějnice
10. Kult ohně (bonus)
11. Kladivo na čarodějnice (bonus)

## Album bylo nahráno ve složení
- Roman "Izzi" Izaiáš – kytara, zpěv
- Vlasta Henych – baskytara, zpěv
- Petr Vajda – bicí